# Registrske tablice Nemčije
Nemške tablice za cestna vozila (nemško Kfz-Kennzeichen ali tudi Nummernschild) prikazujejo, kje je bilo registrirano cestno vozilo, na katerem so nameščene. Če nekdo v Nemčiji spremeni stalno bivališče ali kupi nov avtomobil, mora kupiti tudi nove tablice z avtomobilskimi oznakami. Tablice veljajo celo leto od dveh do enajst mesecev, kar omogoča, da se lahko zamenjujejo na različnih tipih vozil. Leta 2007 so nove tablice stale približno 30 €, pristojbine deregistracije starih in registracije novih tablic pa so bile od 10 do 40 €. Če vozilo zamenja lastnika za stalno (se proda), in, če ostane v istem območju, lahko oznaka ostane enaka. Za spremembo oznak veljajo dodatne registracijske pristojbine.
Sedanje tablice so v uporabi od leta 1994. Besedilo je izpisano črno na beli podlagi s pisavo FE-Schrift, ki je posebej zasnovana, da oteži prirejanje številk in črk. Kakor na mnogih tablicah za države znotraj Evropske unije modra oznaka na levi prikazuje okrajšano mednarodno avtomobilsko oznako države, izpisano v belem (za Nemčijo »D« (Deutschland)). Nad oznako je Evropska zastava (12 zlatih zvezd v krogu na enaki modri podlagi).

## Oznaka regije
Mednarodni avtomobilski oznaki sledi eno-, dvo- ali tričrkovna okrajšava, ki predstavlja mesto ali regijo, kjer je vozilo registrirano. Za velika mesta, kot je na primer Berlin, veljajo enočrkovne oznake (»B«). Te črke so po navadi enake nemškim okrožjem. V nekaterih primerih imata urbano okrožje in okoliško neurbano okrožje enako črkovno okrajšavo. V takšnih primerih je število nadaljnjih črk in števk po navadi različno. Urbano okrožje Straubinga (SR) ima eno črko za kodo (SR - A 123). Okoliško okrožje Straubing-Bogen ima dve črki (SR - AB 123).
Največja mesta imajo v splošnem enočrkovno okrajšavo (»A«= Augsburg, »B«= Berlin, »C«= Chemnitz, »D«= Düsseldorf, »E«= Essen, »F«= Frankfurt ob Majni, »G«= Gera, »H«= Hannover, »J«= Jena, »K«= Köln,  »L«= Leipzig, »M«= München, »N«= Nürnberg, »P«= Potsdam, »R«= Regensburg, »S«= Stuttgart, »W«= Wuppertal, »Z«= Zwickau), večina drugih okrožij pa ima dvo- ali tričrkovne. Posebnost je prva črka H pri dvočrkovnih oznakah za nekatera "hanzeatska" mesta na severu, npr. HH za Hamburg, HB za Bremen, HL za Lübeck, HRO za Rostock itd.

## Nalepki tehničnega pregleda in zvezne dežele
Med oznako regije ter kombinacijo številk in črk stojita dve nalepki. Zgornja prikazuje datum naslednjega tehničnega pregleda, in sicer je leto napisano v sredini nalepke (poleg tega je od leta odvisna tudi njena barva), mesec pa je obrnjen navzgor. Črna oznaka okoli številke 12 policiji omogoča na daljavo prebrati mesec izteka veljavnosti. Pred letom 2010 sta se ločeno izdajali nalepki tehničnega pregleda in pregleda emisij, pri čemer je bila slednja nameščena na sprednji, prva pa na zadnji strani vozila, dokler ni pregled emisij postal del splošnega tehničnega pregleda. Spodnja nalepka nosi grb in ime zvezne dežele, v kateri se nahaja regija registracije, ter ime regije ali mesta. (Nekatere tablice, na primer vozil zvezne policije, namesto grba dežele nosijo državni grb.) To je pečat, ki potrjuje veljavnost registracije. Ob deregistraciji je pečat zdrgnjen s tablice.
- Nalepka pregleda emisij (pred 2010)
- Nalepka tehničnega pregleda
- Nalepki pregleda in registracije (Fürth, Bavarska)